# Instrukcja BHP
Instrukcja BHP – dokument z zakresu bezpieczeństwa i higieny pracy, który określa najważniejsze aspekty wykonywanej pracy mające istotny wpływ na bezpieczeństwo pracownika. 
Szczegółowe wymagania dla instrukcji BHP określa rozporządzenie Ministra Pracy i Polityki Socjalnej z 26 września 1997 r. w sprawie ogólnych przepisów bezpieczeństwa i higieny pracy (Dz. U. z 2003 r. nr 169, poz. 1650 z późn. zm.)
Instrukcje BHP powinny być umieszczone w łatwo dostępnym dla pracownika miejscu, a każdy pracownik powinien być zapoznany z instrukcjami maszyn, urządzeń wykorzystywanych na stanowisku pracy. Ponadto zapoznawszy się z przepisami oraz zasadami bezpieczeństwa i higieny pracy, każdy pracownik zobowiązany jest do potwierdzenia tego faktu własnoręcznym podpisem.
Instrukcje bhp powinny określać bezpieczne czynności:
- przed rozpoczęciem pracy,
- podczas pracy,
- po zakończeniu pracy.
- ponadto powinien się znaleźć certyfikat bezpieczeństwa

Każda instrukcja powinna także zawierać:
- zasady postępowania w sytuacjach awaryjnych,
- kwalifikacje pracowników,
- zasady postępowania podczas wypadku.

Urządzenie powinno być opatrzone certyfikatem bezpieczeństwa
(Polska - b, Unia Europejska- Eu)